# Скуфьин, Константин Васильевич

Константин Васильевич Скуфьин (1 [14] марта 1908, Елец — 12 июня 2000, Воронеж) — советский и российский энтомолог. Профессор Воронежского государственного университета, заведующий кафедрой зоологии беспозвоночных Архивная копия от 23 марта 2019 на Wayback Machine с 1962 по 1988 г. Изучал слепней, мух-журчалок (Черноземья, Северного Кавказа, Мурманской области, Закарпатья, Сибири).

## Биография
Родился в Ельце. В юности совершил научную поездку на Белое море, краткие экспедиции на Дон, куда его направлял профессор Сент-Илер. Участвовал в Великой Отечественной войне. Ездил в длительную командировку в Румынию. Жизнь учёного была связана с Воронежским университетом, однако он работал и в других, занимался общественной деятельностью. Являлся научным руководителем заповедника «Галичья Гора». Скончался в 2000 году в Воронеже в возрасте 92 лет.

## Виды, описанные Скуфьиным
- Cheilosia abagoensis Skufjin, 1979
- Cheilosia kuznetzovae Skufjin, 1977
- Sphegina negrobovi Skufjin, 1976
- Sphaerophoria ciceica Skufjin, 1980
- Platycheirus asioambiguus Skufjin, 1987
- Platycheirus katunicus Skufjin, 1987
- Platycheirus orientalis Skufjin, 1992
- Pipizella caucasica Skufjin, 1976

## Виды, описанные в честь Скуфьина
- Argyra skufjini Negrobov, 1965
- Chrysotoxum skufjini Violovitsh, 1973
- Condylostylus skufjini Grichanov, 1998
- Ethiosciapus skufjini Grichanov, 1996

## Публикации
- Скуфьин К. В. Методы сбора и изучения слепней / Ответственный редактор А. С. Мончадский. — Л.: Наука, 1973. — 104 с.
- Скуфьин К. В. Константин Карлович Сент-Илер. — Воронеж: Издательско-полиграфический центр ВГУ, 2008. — 158 с.
- Скуфьин К. В. Экология нападения слепней на добычу // Труды Воронежского госуниверситета : журнал. — 1958. — Т. 45, № 1. — С. 55—65.
- Скуфьин К. В. Новые виды  мух-журчалок (Diptera, Syrphidae) с  Северного  Кавказа // Энтомологическое обозрение : журнал. — 1976. — Т. 55, № 4. — С. 931—933. — ISSN 0367-1445.
- Скуфьин К. В. Обзор двукрылых рода Sphaerophoria Lepeletier et Serville (Diptera, Syrphidae) фауны СССР // Энтомологическое обозрение : журнал. — 1980. — Т. 59, № 4. — С. 889—894. — ISSN 0367-1445.
- Скуфьин К. В. Экология пестряка реликтового Chrysops relictus Mg. (Diptera, Tabanidae). Сообщ. 1. Экология половозрелой фазы // Зоологический журнал : журнал. — 1952. — Т. 31, № 5. — С. 664—668. — ISSN 0044-5134.
- Скуфьин К. В. Экология пестряка реликтового Chrysops relictus Mg. (Diptera, Tabanidae). Сообщ. 2. Экология откладки яиц // Зоологический журнал : журнал. — 1954. — Т. 33, № 6. — С. 1289—1292. — ISSN 0044-5134.
- Скуфьин К. В. Жизненные формы и ландшафтно-экологические типы слепней (Tabanidae, Diptera) // Зоологический журнал : журнал. — 1963. — Т. 42, № 4. — С. 574—584. — ISSN 0044-5134.

## Награды

### Фронтовые
- медаль «За победу над Германией в Великой Отечественной войне 1941—1945 гг.»
- орден второй степени
- несколько юбилейных медалей

### За научную деятельность
- орден «Знак почета»
- бронзовая медаль ВДНХ
- почетные знаки, грамоты